# Condado de Elmore (Alabama)
O Condado de Elmore é um dos 67 condados do estado norte-americano do Alabama. De acordo com o censo de 2022, sua população é de 89.563 habitantes. A sede de condado é Wetumpka, e a sua maior cidade é Millbrook. 
O condado foi fundado em 1866 e o seu nome é uma homenagem ao general John Archer Elmore (1762-1834), militar do Exército Continental durante a Guerra da Independência dos Estados Unidos.

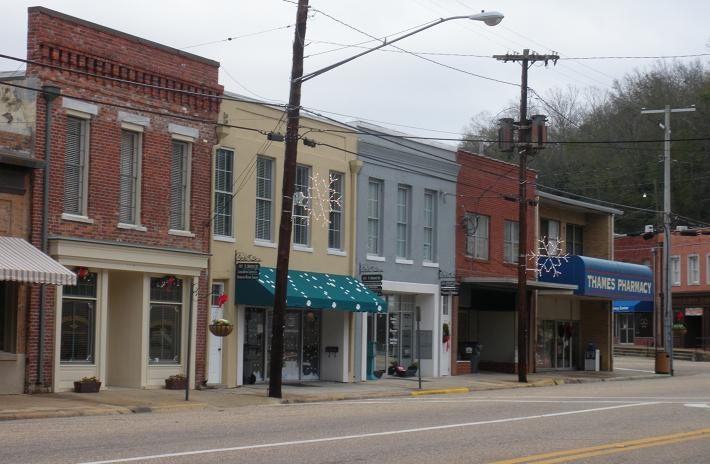
Rua em Wetumpka, sede do condado de Elmore, Alabama.

## História
O condado de Elmore está situado no centro do antigo território creek. As cidades de Wetumpka e Tallassee, nas margens dos rios Coosa e Tallapoosa, ainda mantém o nome das localidades indígenas anteriores. Próximo à Tallassee se situava Tuckabatchee, uma das principais cidades da nação Creek.
Os franceses ergueram o Fort Toulouse na confluência dos rios Coosa e Tallapoosa em 1717. No local onde se localizava o forte, o general Andrew Jackson, no decorrer da Guerra Creek, erigiu o Fort Jackson, em 1814, após a Batalha de Horseshoe Bend.
O condado foi estabelecido em 15 de fevereiro de 1866, originado de porções dos condados de Autauga, Coosa, Montgomery e Tallapoosa.
Em 2 de julho de 1901, uma multidão local linchou Robert (ou Robin) White. Em um estranho curso do processo, George Howard, um fazendeiro local, confessou o assassinato no tribunal, nomeando outros cinco homens como assassinos. Três homens foram culpados pelo crime e sentenciados a dez anos de prisão. Em 9 de junho de 1902, eles foram perdoados pelo governador Jelks. Em 1915, outro homem negro foi retirado da cadeia local e assassinado.

## Geografia
De acordo com o censo, sua área total é de 1.701,5 km², destes sendo 1.600,5 km² de terra e 101 km² de água.
O condado é dividido em duas partes pelos rios Coosa e Tallapoosa.

### Condados adjacentes
- Condado de Coosa, norte
- Condado de Tallapoosa, nordeste
- Condado de Macon, sudeste
- Condado de Montgomery, sul
- Condado de Autauga, oeste
- Condado de Chilton, noroeste

## Transportes

### Principais rodovias
- Interstate 65
- U.S. Highway 82
- U.S. Highway 231
- State Route 9
- State Route 14
- State Route 50
- State Route 63
- State Route 111
- State Route 143
- State Route 170
- State Route 212
- State Route 229

## Demografia
De acordo com o censo de 2022:
- População total: 89.563
- Densidade: 56 hab/km²
- Residências: 37.387
- Famílias: 31.630
- Composição da população:
  - Brancos: 75,4%
  - Negros: 21,5%
  - Nativos americanos e do Alaska: 0,5%
  - Asiáticos: 0,8%
  - Nativos havaianos e outros ilhotas do Pacífico: 0,1%
  - Duas ou mais raças: 1,7%
  - Hispânicos ou latinos: 3,1%

## Comunidades

### Cidades
- Prattville (parcialmente no condado de Autauga)
- Millbrook (parcialmente no condado de Autauga)
- Tallassee (parcialmente no condado de Tallapoosa)
- Wetumpka (sede)

### Vilas
- Coosada
- Deatsville
- Eclectic
- Elmore

### Áreas Censitárias
- Blue Ridge
- Emerald Mountain
- Holtville
- Redland

### Comunidades não-incorporadas
- Burlington
- Central
- Kent
- Seman
- Titus